# 스타바트 마테르 (페르골레시)
스타바트 마테르 (P.77)는 1736년 조반니 바티스타 페르골레시가 작곡한 부속가이다. 그의 생애 마지막 주에 작곡되었고, 편성은 소프라노 및 알토 독주자, 바이올린 I 및 II, 비올라 및 바소 콘티누토(첼로와 오르간)이다.
그의 필체로 된 필사본이 보존되어 있기 때문에 확실히 페르골레시의 것이다. 나폴리 형제회, Confraternita dei Cavalieri di San Luigi di Palazzo을 위해 작곡되었다. Salve Regina와 함께 포추올리의 프란치스코회 수도원에서 결핵으로 마지막 병에 걸렸을 때 작곡했다.
작곡가의 사후 큰 인기를 얻었다. 장 자크 루소는 오프닝 악장을 "작곡가의 펜에서 나온 가장 완벽하고 감동적인 듀엣"이라고 극찬하며 작품에 대한 감상을 드러냈다.  오케스트라 반주를 확장한 조반니 파이시엘로와 일부 듀엣을 대체하기 위해 합창단을 추가한 Joseph Eybler를 비롯한 많은 작곡가가 이 작품을 각색했다. 바흐의 Tilge, Höchster, meine Sünden는 Pergolesi의 작품을 기반으로 한 패러디 칸타타이다.
마르티니 신부는 1774년 이 작품의 가볍고 오페라적인 스타일을 비판했다.
작품은 12 악장으로 구성되어 있다.